# Spiricoelotes zhengi
Espèce
Spiricoelotes zhengi est une espèce d'araignées aranéomorphes de la famille des Agelenidae.

## Distribution
Cette espèce est endémique du Hubei en Chine,. Elle se rencontre dans le xian de Chongyang dans la grotte Daquan, dans le district de Xian'an dans une grotte et à Daye dans des grottes.

## Description
Le mâle holotype mesure 6,82 mm et la femelle paratype 7,48 mm.

## Systématique et taxinomie
Cette espèce a été décrite par Chen, Liu et Wei en 2025.

## Étymologie
Cette espèce est nommée en l'honneur de Yuan-dong Zheng.

## Publication originale
- Chen, Liu & Wei, 2025 : « Two new cave-dwelling Spiricoelotes species (Araneae, Agelenidae) from Hubei, China. » ZooKeys, vol. 1245, p. 383-397 (texte intégral).